# Khapa
Khapa là một thành phố và là nơi đặt hội đồng đô thị (municipal council) của quận Nagpur thuộc bang Maharashtra, Ấn Độ.

## Địa lý
Khapa có vị trí 20°55′B 78°57′Đ / 20,92°B 78,95°Đ Nó có độ cao trung bình là 274 mét (898 feet).

## Nhân khẩu
Theo điều tra dân số năm 2001 của Ấn Độ, Khapa có dân số 14.972 người. Phái nam chiếm 51% tổng số dân và phái nữ chiếm 49%. Khapa có tỷ lệ 72% biết đọc biết viết, cao hơn tỷ lệ trung bình toàn quốc là 59,5%: tỷ lệ cho phái nam là 80%, và tỷ lệ cho phái nữ là 64%. Tại Khapa, 12% dân số nhỏ hơn 6 tuổi.